# Унімодулярна ґратка
Унімодулярна ґратка — ціла ґратка з визначником {\displaystyle \pm 1}. Останнє еквівалентне тому, що об'єм фундаментальної області ґратки дорівнює {\displaystyle 1}.

## Визначення
- Ґратка — вільна абелева група {\displaystyle \mathbb {Z} ^{n}} скінченного рангу {\displaystyle n} із симетричною білінійною формою {\displaystyle ({*},{*})}.
- Ґратку можна також розглядати як підгрупу в дійсному векторному просторі {\displaystyle \mathbb {R} ^{n}} із симетричною білінійною формою.
- Число {\displaystyle n} називається розмірністю ґратки, це розмірність відповідного дійсного векторного простору; це те саме, що й ранг {\displaystyle \mathbb {Z} }-модуля {\displaystyle \mathbb {Z} ^{n}}, або число твірних вільної групи {\displaystyle \mathbb {Z} ^{n}}.
- Ґратка називається цілою, якщо форма {\displaystyle ({*},{*})} набуває тільки цілочисельних значень.
- Норма елемента {\displaystyle a} ґратки визначається як {\displaystyle (a,a)}.
- Ґратка називається додатно визначеною або лоренцевою, і так далі, якщо таким є її векторний простір. Зокрема:
  - Ґратка є додатно визначеною, якщо норма всіх ненульових елементів додатна.
  - Сигнатура ґратки визначається як сигнатура форми на векторному просторі.
- Визначник ґратки — це визначник матриці Грама її базису.
- Ґратка називається унімодулярною, якщо її визначник дорівнює {\displaystyle \pm 1}.
- Унімодулярна ґратка називається парною, якщо всі норми її елементів парні.

## Приклади
- {\displaystyle \mathbb {Z} \subset \mathbb {R} }, а також {\displaystyle \mathbb {Z} ^{n}\subset \mathbb {R} ^{n}} — унімодулярні ґратки.
- Ґратка E8, ґратка Ліча — парні унімодулярні ґратки.

## Властивості
- Для даної ґратки в {\displaystyle \Lambda \in \mathbb {R} ^{n}} вектори {\displaystyle x\in \mathbb {R} ^{n}} такі, що {\displaystyle (x,a)\in \mathbb {Z} } для будь-якого {\displaystyle a\in \Lambda } також утворюють ґратку звану двоїстою ґраткою до {\displaystyle \Lambda }.
  - Ціла ґратка унімодулярна тоді й лише тоді, коли її двоїста ґратка є цілою.
  - Унімодулярна ґратка тотожна своїй двоїстій, тому унімодулярні ґратки також називаються самодвоїстими.
- Непарні унімодулярні ґратки існують для всіх сигнатур.
- Парна унімодулярна ґратка із сигнатурою {\displaystyle (m,n)} існує тоді й лише тоді, коли {\displaystyle m-n} ділиться на 8.
  - Зокрема, парні додатно визначені унімодулярні ґратки існують тільки в розмірностях, кратних 8.
- Тета-функція унімодулярних додатно визначених ґраток є модулярною формою.

## Застосування
- Друга група когомологій замкнутих однозв'язних орієнтованих топологічних чотиривимірних многовидів є унімодулярною ґраткою. Михайло Фрідман показав, що ця ґратка практично визначає многовид: існує єдиний многовид для кожної парної унімодулярної ґратки, і рівно по два для кожної непарної унімодулярної ґратки.
  - Зокрема, для нульової форми це приводить до гіпотези Пуанкаре для 4-вимірних топологічних многовидів.
  - Теорема Дональдсона свідчить, що якщо многовид є гладким і його ґратка додатно визначена, то вона повинна бути сумою копій {\displaystyle \mathbb {Z} }.
    - Зокрема, що більшість із цих многовидів не має гладкої структури.